# Ciriza
Ciriza (cooficialmente en euskera: Ziritza) es un municipio español de la Comunidad Foral de Navarra, situado en la merindad de Pamplona, en la Cuenca de Pamplona y a 16 km de la capital de la comunidad, Pamplona. Su población en 2024 fue de 161 habitantes (INE).

## Geografía
La localidad de Ciriza está situada en el centro de la Comunidad Foral de Navarra, dentro de la Cuenca de Pamplona. Su término municipal tiene una superficie de 3,688 km² y limita al norte y este con Echauri, al sur con Zabalza y Echarri y al oeste con Guesálaz. Cuenta con dos núcleos de población, Ciriza y Elío.

## Demografía
Ciriza cuenta con una población de 161 habitantes (INE 2024).
| Gráfica de evolución demográfica de Ciriza entre 1842 y 2021 |
| |
| Población de derecho según los censos de población del INE Población de hecho según los censos de población del INEEn estos censos se denominaba Ziriza: 1842 y 1860 En estos censos se denominaba Ciriza: 1857, 1877, 1887, 1897, 1900, 1910, 1920, 1930, 1940, 1950, 1960, 1970, 1981, 1991 y 2001. |

## Administración y política
La administración política se realiza a través de un ayuntamiento de gestión democrática cuyos componentes se eligen cada cuatro años por sufragio universal desde las primeras elecciones municipales tras la reinstauración de la democracia en España, en 1979. El censo electoral está compuesto por los residentes mayores de 18 años empadronados en el municipio, ya sean de nacionalidad española o de cualquier país miembro de la Unión Europea. Según lo dispuesto en la Ley Orgánica del Régimen Electoral General, que establece el número de concejales elegibles en función de la población del municipio, la corporación municipal está formada por 5 concejales. La sede del Ayuntamiento de Ciriza está situada en la calle San Miguel, 7 de la localidad.
Alcaldes
Estos son los últimos alcaldes de Ciriza:
| Mandato   | Nombre del alcalde         | Partido político |
| --------- | -------------------------- | ---------------- |
| 2003-2007 | Fernando José Pérez Lastra | AE               |
| 2007-2011 | Rafael Gorostidi Urnieta   | CPT              |
| 2011-     | María Cristina Porrón Goñi | CPT              |

## Fiestas
Las fiestas patronales tienen lugar en torno al 29 de septiembre en honor a San Miguel.

## Personas destacadas
- María Puy Huici Goñi, maestra e historiadora.